# آموزش در ایالات فدرال میکرونزی
آموزش در ایالات فدرال میکرونزی برای افراد بین ۶ تا ۱۳ سال اجباری است. این باسوادی در اقتصاد این کشور نیز تاثیرگذار است. درصد باسوادی افراد بین ۱۵ تا ۲۴ سال در این کشور ٪۹۸/۸ است.
سازمان آموزش و پرورش در این کشور وزارت آموزش و پروش ایالات فدرال میکرونزی است. هر ایالتی برای خود وزارت جداگانه دارد:
- وزارت آموزش و پرورش ایالت چوک
- وزارت آموزش و پرورش ایالت کوسرائی
- وزارت آموزش و پرورش ایالت پوناپی
- وزارت آموزش و پرورش ایالت یاپ

کالج میکرونزی یک موسسه آموزش دانشگاهی است.

## تاریخچه
پیش ار ورود خارجی‌ها، آموزش و پرورش در میکرونزی بخشی جدایی‌ناپذیر از زندگی روزانه و فرصت‌های یادگیری بود. با ورود کاشفان اسپانیایی در سده ۱۷ (میلادی)، محل آموزش به مدرسه منتقل شد. آلمانی‌ها نیز این روش آموزش را در دوره خود از ۱۸۹۹ ادامه دادند. اما ژاپنی‌ها با ورود خود در ۱۹۱۴ سامانه آموزش و پرورش خود را پیاده کردند. پس از جنگ جهانی دوم، ایالات متحده آمریکا سامانه آموزش و پرورش خود را در میکرونزی پیاده کرد.